# Морос
Морос персонификација зле судбине. Ноћ ја сама из себе родила Мороса, и то заједно са Кером, Хипносом и мноштвом снова.